# Les Mystères de Saint-Pétersbourg

Les Mystères de Saint-Pétersbourg est un roman de fantasy de l'écrivain Christian Vilà publié en 2003.

## Genre
Raconté à la première personne, sous la forme d'une biographie fictive, le récit est à classer dans la catégorie des romans de fantasy en raison de l'univers magique qu'il décrit et au sein duquel évoluent les personnages. Il emprunte toutefois de nombreux éléments à un folklore russe, recomposé par l'imagination de l'auteur, qui le rapproche fortement du conte merveilleux. Enfin, le parcours que suit le héros principal et l'évolution qu'il subit en font un roman d'initiation.

## Synopsis
En 1899, dans la petite bourgade de Barabinsk, en pleine Russie sibérienne, Elfin Fedorovitch Stoikov vient au monde tandis que sa mère meurt en couches. L'enfant semble promis à un avenir banal de petit moujik lorsqu'un beau jour une vieille femme sur le point de décéder lui confie un secret. Elle le charge de prendre soin d'une créature magique, Barkanatkan, capable de lui ouvrir les portes du domaine des esprits, le monde violet. À l'âge de six ans, au cours d'une nuit magique et tandis qu'il parcourt ce monde violet, il apprend qu'il est promis à un avenir de chaman détenant de grands pouvoirs et qu'il lui faudra affronter un dangereux ennemi nommé Raspoutine. Pour cela, il devra se rendre dans la ville de Saint-Pétersbourg, cité où s'affrontent des magiciens et d'étranges créatures.